# Днепровский бассейновый округ

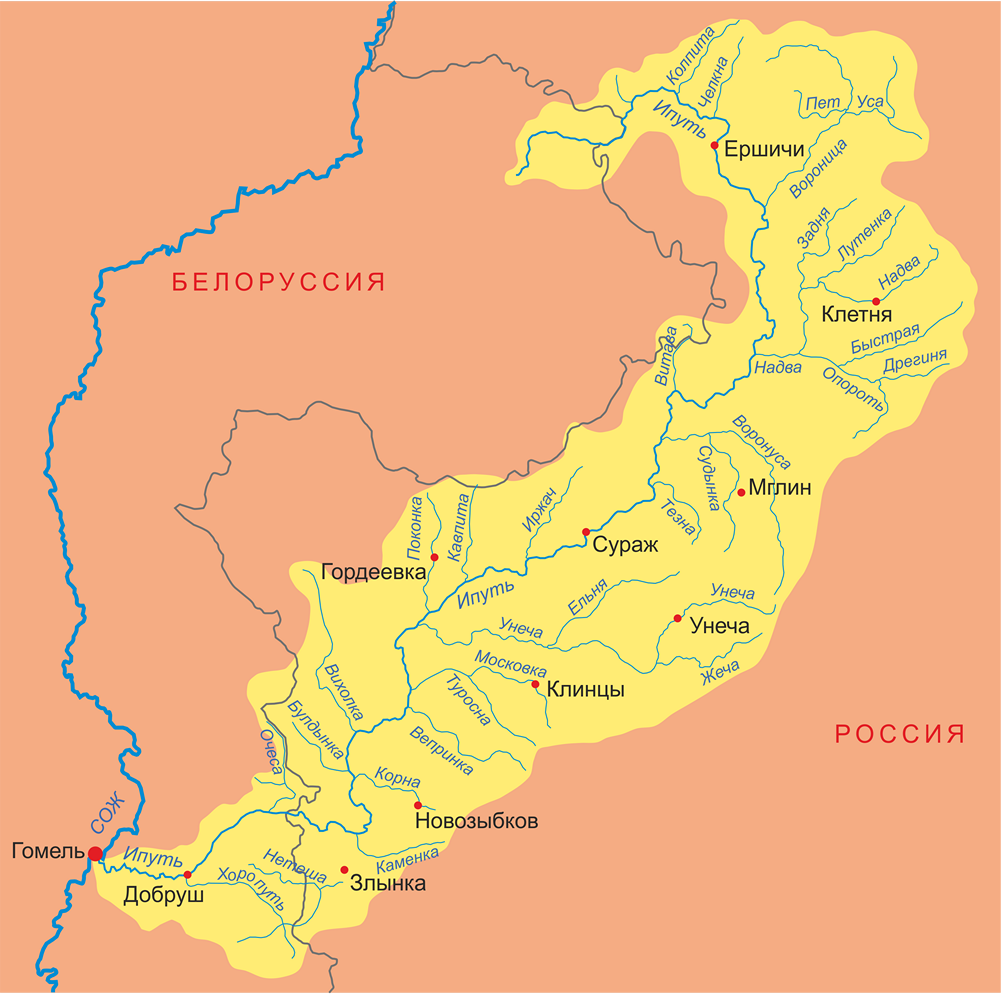
Бассейн реки Ипуть

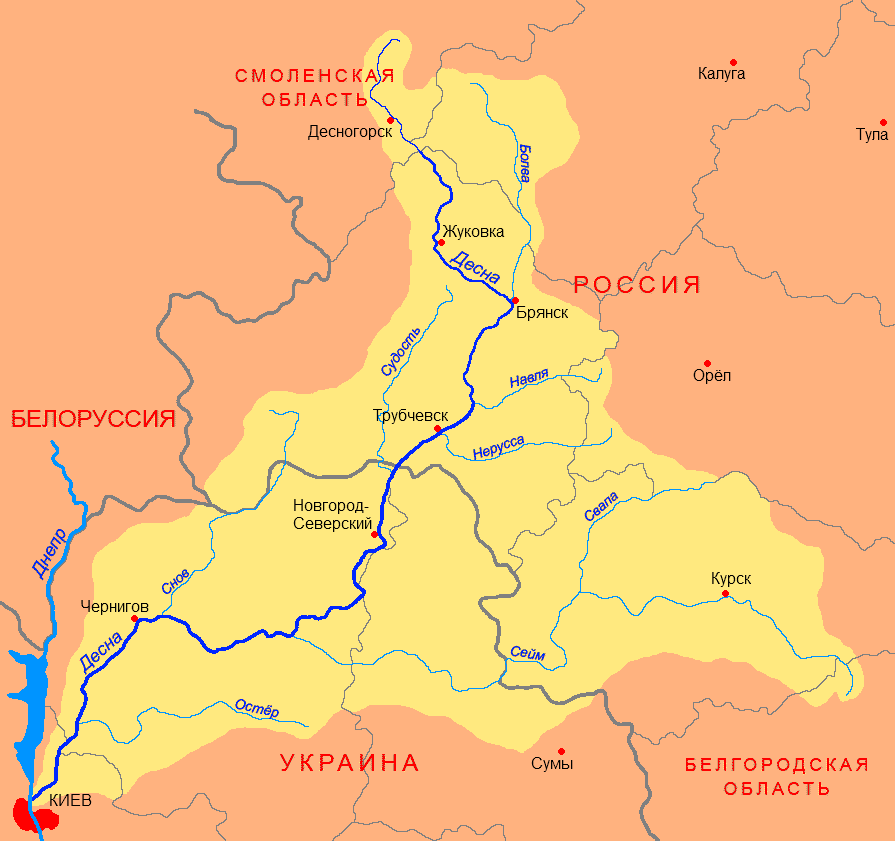
Бассейн реки Десна

Днепровский бассейновый округ (сокращённо: Днепровский БО) — один из 21 бассейновых округов России (согласно ст.28 Водного Кодекса).
Появился в 2006 году с целью выделения особой области использования и охраны водных объектов российской части бассейна Днепра и связанной с ним подземных водных объектов. Количество водохозяйственных участков и их границы утверждены приказом №98 от 26 мая 2008 года  «Об утверждении количества водохозяйственных участков и их границ по Днепровскому бассейновому округу».
Цифровой код: 04
- 04 Днепровский бассейновый округ
  - 04.01 Днепр (российская часть бассейна)
    - 04.01.00.001 Днепр от истока до города Дорогобуж (водомерный пост города Дорогобуж)
    - 04.01.00.002	Днепр от города Дорогобуж (водомерный пост города Дорогобуж) до города Смоленск (водомерный пост города Смоленск)
    - 04.01.00.003	Бассейн реки Днепр без бассейнов рек: Сож, Десна без рек Болва, Псёл, Ворскла
    - 04.01.00.004	Бассейн реки Сож без бассейнов рек: Остёр, Беседь, Ипуть
    - 04.01.00.005	Бассейн реки Остёр
    - 04.01.00.006	Бассейн реки Беседь
    - 04.01.00.007	Бассейн реки Ипуть
    - 04.01.00.008	Десна
    - 04.01.00.009	Болва
    - 04.01.00.010	Десна без реки Болва
    - 04.01.00.011	Бассейн реки Десна без бассейнов рек Сейм и Снов
    - 04.01.00.012	Сейм от истока до города Курск (водомерный пост Рышково)
    - 04.01.00.013	Бассейн реки Сейм от 577 км на реки Сейм и до границы РФ с Украиной
    - 04.01.00.014	Бассейн реки Снов
    - 04.01.00.015	Бассейн реки Псёл
    - 04.01.00.016	Бассейн реки Ворскла